# Dombeya subviscosa
Dombeya subviscosa är en malvaväxtart som beskrevs av Bénédict Pierre Georges Hochreutiner. Dombeya subviscosa ingår i släktet Dombeya och familjen malvaväxter. Utöver nominatformen finns också underarten D. s. brevistaminodia.